# Rosebery (Tasmanien)
Rosebery ist eine Stadt im Nordwesten des australischen Bundesstaates Tasmanien. Sie liegt am Nordende der West Coast Range am Fuße des Mount Black. Der Stitt River durchfließt die Stadt, die von den Stauseen Lake Rosebery, Lake Mackintosh, Lake Murchison und Lake Pieman umgeben ist.
Der Murchison Highway durchquert die Stadt. Von Burnie liegt sie 109 km entfernt und von Hobart 315 km. Bei der letzten Volkszählung 2016 betrug die Einwohnerzahl 708.
Die Bevölkerung von Rosebury hat von 1996 bis 2006 um 22 % abgenommen. Der westliche Ortsteil am Lake Pieman und an den Ufern des Pieman River heißt Primrose.

## Geschichte
Wie die meisten anderen Siedlungen an der Westküste Tasmaniens ist Rosebery eine Bergbaustadt. 1893 entdeckte der Prospektor Tom McDonald alluviales Gold mit Zink-Blei-Klumpen in den dichten Regenwäldern an den Hängen des Mount Black. McDonald steckte verschiedene Claims im Namen der Rosebery Prospecting Association ab. Später wurde aus dieser Gesellschaft die Rosebery Gold Mining Company. Die South Rosebery Mining Company wurde wenig später zur Ausbeutung der südlichen Fortsetzung der Erzader gegründet.
1896 firmierte die Rosebery Gold Mining Company zur Tasmanian Copper Company um und aus der South Rosebery Mining Company wurde die Primrose Mining Company.
Das in der Erzader am häufigsten vorkommende Metall war Zink; da man aber damals noch nicht die Techniken zur Isolierung des Zinks aus dem Erz kannte, konnte man wenig zur Ausbeutung der Erzader tun. Eine Gesellschaft, die zur experimentellen Verarbeitung von Zinkerz gegründet wurde, war die Tasmanian Metals Extraction Company (TME), die 1912 ein großes Werk an der Piste nach Williamsford baute. Die Experimente aber führten nicht zum Erfolg und so schloss das Werk bereits 1914 wieder.
Die Bergwerke in Rosebery gingen 1916 in die Hände der Mount Lyell Mining and Railway Company über und wurden später mit der Electrolytic Zinc Company of Australasia (EZ) fusioniert, die eine effektive Methode zur Extraktion von Zink gefunden hatte. 1926 begann der Bau einer Mühle in Rosebery und 1931 wurde eine Seilbahn für den Erztransport von der ‚’Hercules Mine’’ bei Williamsford fertiggestellt. Wegen der Weltwirtschaftskrise wurde die Mühle aber erst 1936 fertiggestellt. Seit damals wurden die Bergwerke in Rosebery durchgehend betrieben; im Februar 2011 feierte man das 75-jährige Bestehen. Zurzeit werden die Bergwerke von der Minerals and Metals Group Ltd. (MMG) betrieben; Zink, Blei, Kupfer, Silber und Gold werden gewonnen.
Vor dem Bau des Murchison Highway war die Stadt mit Burnie an der Nordküste Tasmaniens nur durch die Emu Bay Railway verbunden.

## Bekannte Einwohner
- Richard Flanagan – Schriftsteller, Geschichtswissenschaftler und Filmemacher

## Klima
|                   | Jan  | Feb  | Mär   | Apr   | Mai   | Jun   | Jul   | Aug   | Sep   | Okt   | Nov   | Dez   |   |         |
|                   |      |      |       |       |       |       |       |       |       |       |       |       |   |         |
| Niederschlag (mm) | 95,9 | 85,2 | 120,9 | 147,9 | 203,4 | 191,9 | 238,7 | 255,0 | 226,3 | 198,6 | 109,8 | 154,9 | Σ | 2.028,5 |
|                   |      |      |       |       |       |       |       |       |       |       |       |       |   |         |
| Regentage (d)     | 14,7 | 11,5 | 15,7  | 15,8  | 20,0  | 20,8  | 21,3  | 23,3  | 23,2  | 22,0  | 15,3  | 17,7  | Σ | 221,3   |

|  |

|  |

|  |

|  |

|  |

|  |

|  |

|  |

|  |

|  |

|  |

|  |

|  |

|  |

|  |

|  |

|  |

|  |

|  |

|  |

|  |

|  |

|  |

|  |

## Galeriebilder

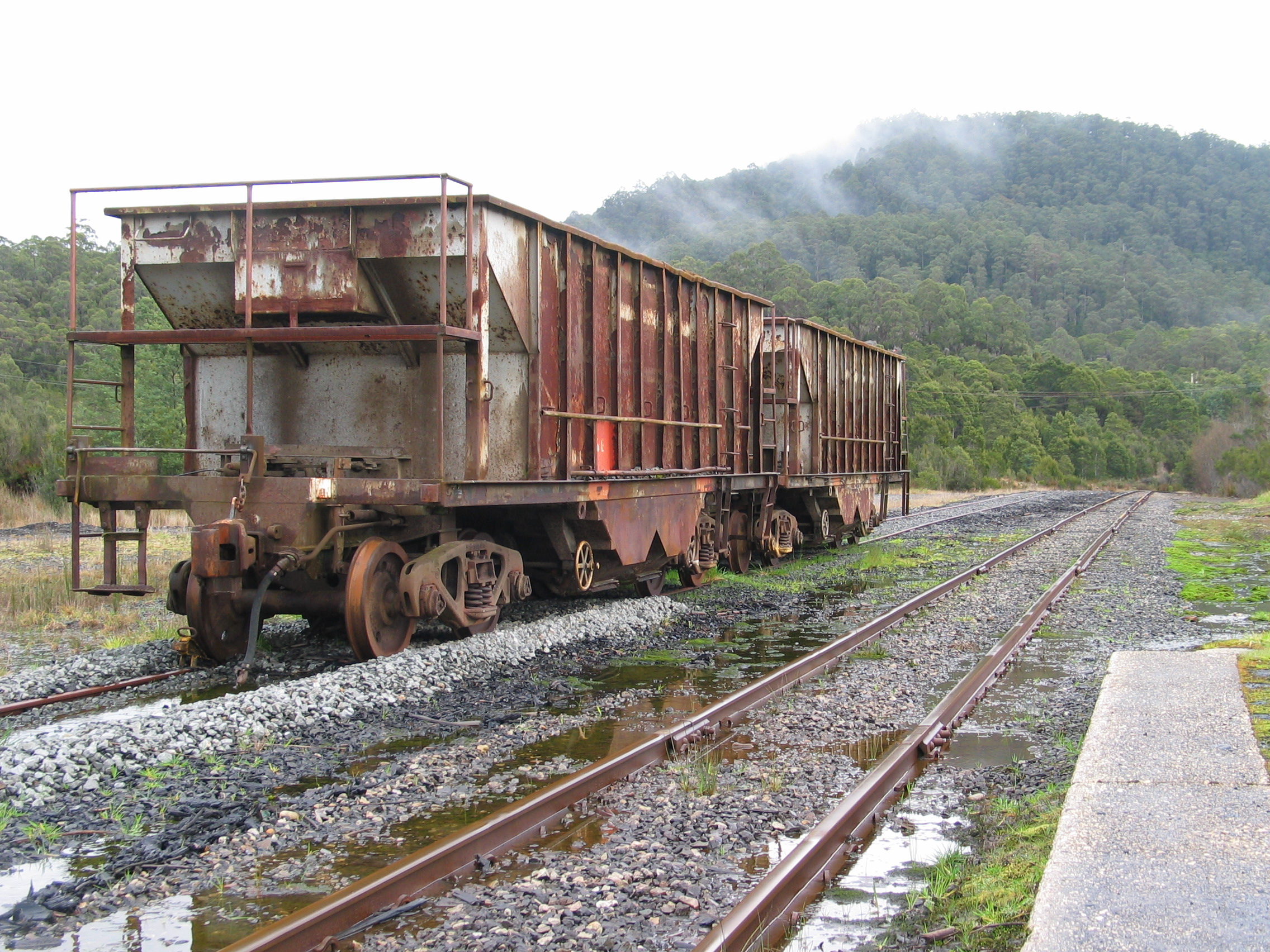
Bahnhof Rosebery
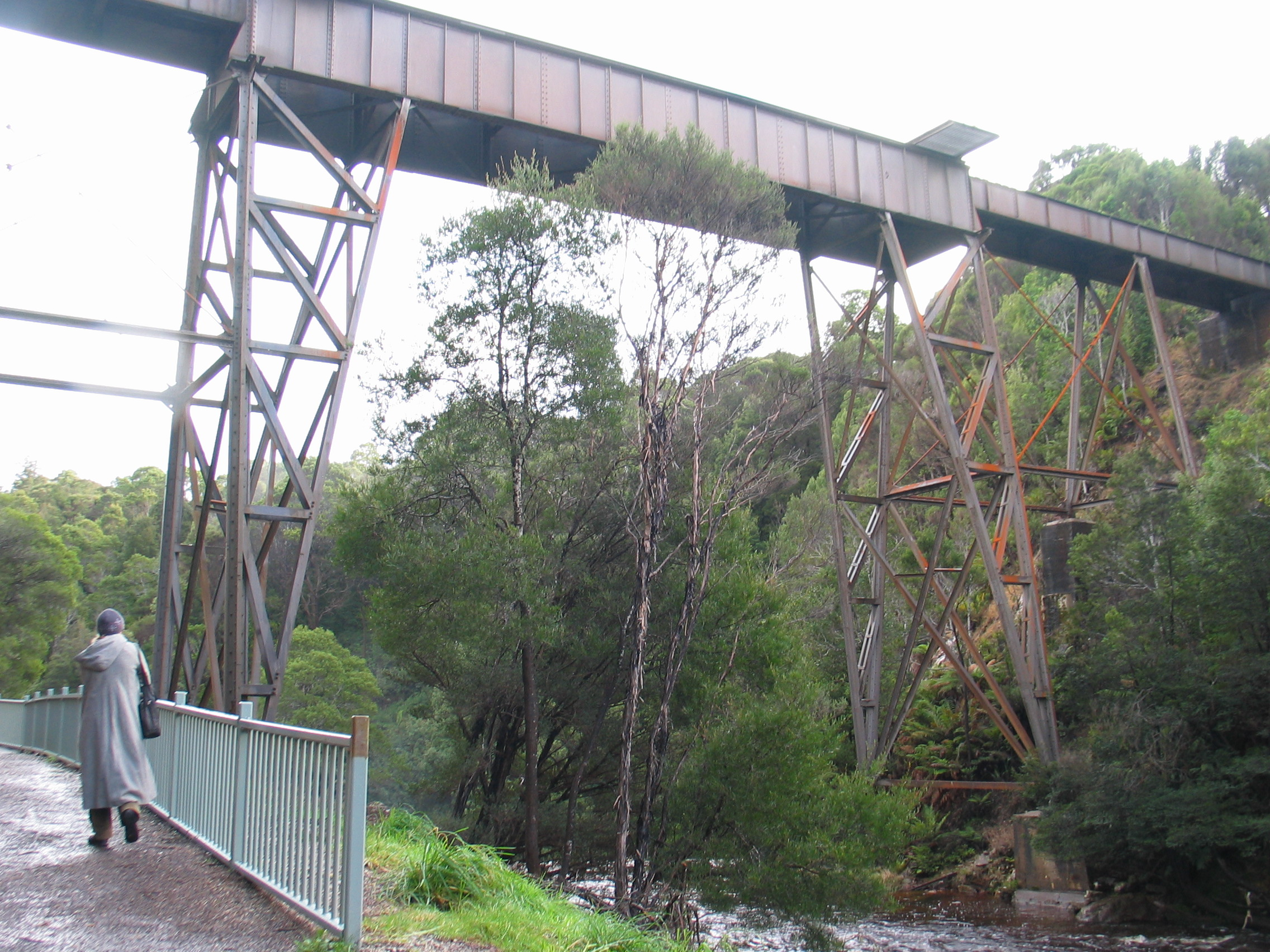
Eisenbahnbrücke über Rosebery Creek
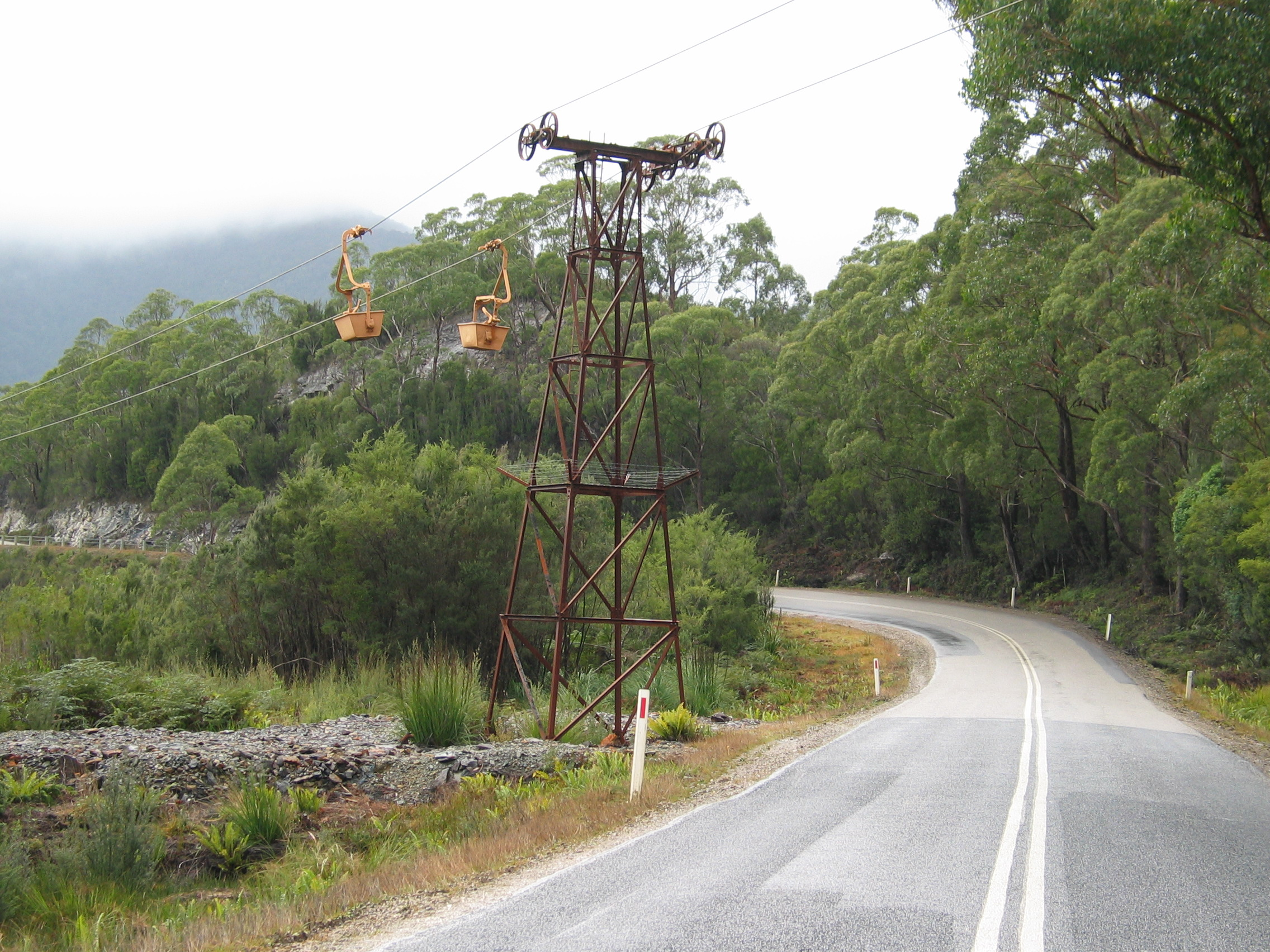
Aufgelassene Erztransportseilbahn
- Stitt Falls am Rosebery Creek